# Jules Flour
Pour les articles homonymes, voir Flour.
Jules Flour, né le 6 août 1864 à Avignon et mort le 10 février 1921 dans la même ville, est un maître provençal de peinture, qui fut professeur à l'École des beaux-arts d'Avignon, et membre du Groupe des Treize.

## Biographie

### Ses débuts
Fils d'un modeste fondeur avignonnais, Jules Adrien Flour naquit le 6 août 1864 dans un milieu qui ne le prédisposait pas à la peinture. Tôt pourtant, il manifesta pour cet art une véritable vocation que ses parents fort intelligemment ne contrarièrent pas.
Adolescent, il travailla comme apprenti peintre verrier chez un fabricant de vitraux, et fréquenta l'atelier de Charles Guilbert d'Anelle. C'est à l'école municipale des beaux-arts d'Avignon, que Gabriel Bourges, son professeur de dessin, aiguisa son sens de la ligne classique, et Pierre Grivolas le sensibilisa à la traduction picturale des phénomènes de lumière.

### La période parisienne (1883-1906)
En 1883, ses parents s'imposèrent de gros sacrifices pour lui permettre de suivre à Paris les cours de Jean-Léon Gérôme. Les chaleureuses recommandations de ce dernier lui valurent d'obtenir le soutien financier du Conseil Général du Vaucluse et de la ville d'Avignon.
En 1887, il débuta véritablement sa carrière de peintre au Salon des artistes français avec un portrait. La perfection de son dessin, son habileté à saisir la vérité psychologique de ses modèles, lui valurent de nombreux succès dans la capitale. Les rencontres qu'il fit durant cette période furent très précieuses pour la suite de sa carrière (son maître Jean-Léon Gérôme, le directeur des Beaux-Arts Henry Roujon, le marchand de tableaux Paul Durand-Ruel).
En 1890, Jules Flour est considéré par son maitre Gérome comme « un très bon élève » et « un élève bien doué ». Il épouse Berthe Marguerite Pichot le 8 décembre 1898 à Paris 14e (Seine, devenu le 1/1/1968 Paris). À partir de 1899, Flour partage sa vie entre la capitale et le Vaucluse. Il expose fréquemment ses toiles lors de salons régionaux (Béziers en 1892, Montpellier en 1896) et plus particulièrement dans sa ville natale, notamment lors des expositions de la Société vauclusienne des Amis des Arts.

### Le retour à Avignon (1906-1912)
En 1906, il intègre l'école des Beaux-Arts d'Avignon, où on lui confie l'enseignement du dessin d'après le relief, et de la peinture des élèves de première année. En 1908, l'excellence de son enseignement lui vaut un surcroît de responsabilité, pour finir à partir de 1913, de s'occuper des élèves du cours supérieur.

### Le Groupe des Treize (1912-1921)
En 1912, onze peintres et deux sculpteurs, la fine fleur de l'école Avignonnaise, décident de quitter la Société vauclusienne des Amis des Arts, alors dirigée par M. Charles Formentin, car ils contestent sa décision de réserver les expositions aux seuls « paysagistes vauclusiens ». Il s'agit des peintres Pierre Alexandre Belladen, Alfred Bergier, Lina Bill, Colombier, Claude Firmin, Jules Flour, Joseph Hurard, Alfred Lesbros, Meissonnier et Louis Agricol Montagné et les sculpteurs Jean-Pierre Gras et Deprez. Ils seront bientôt connus sous le nom du Groupe des Treize.
Jules Flour est mort d’un cancer de la gorge, le 10 février 1921.

## Œuvre
- La Source de Vaucluse, salon de 1901, Huile sur toile, 222 × 162 cm, Musée Calvet, Avignon[2]

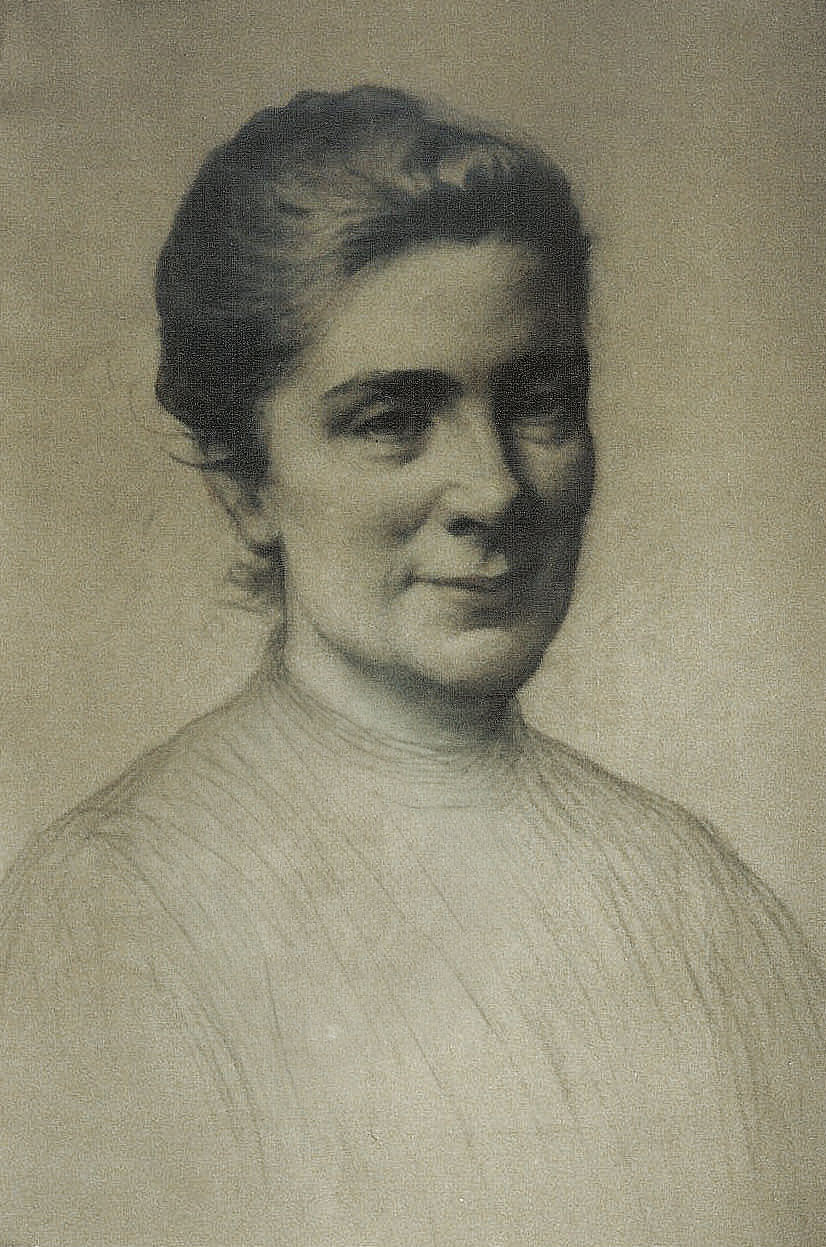
Fusain, 1910
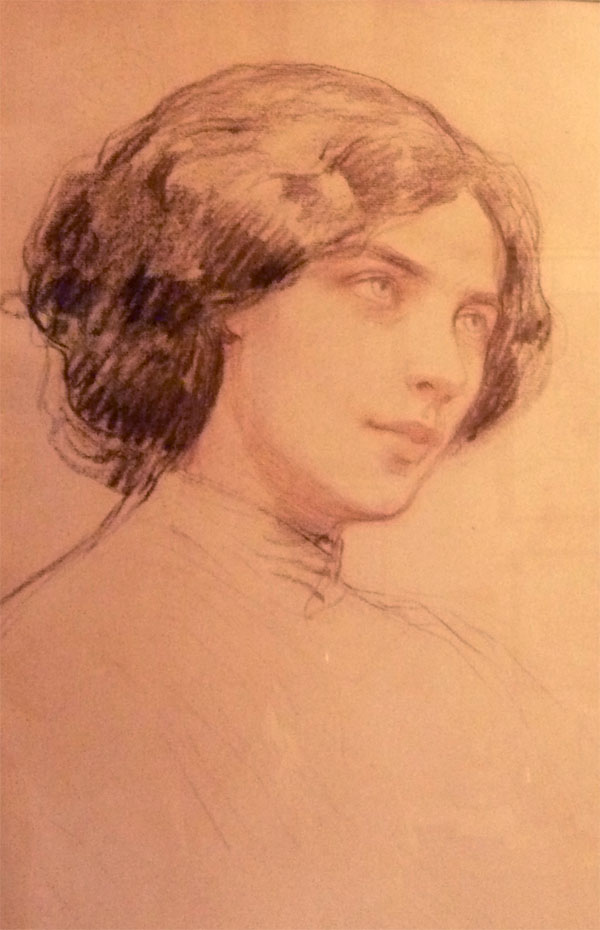
Étude au Crayon, 1910
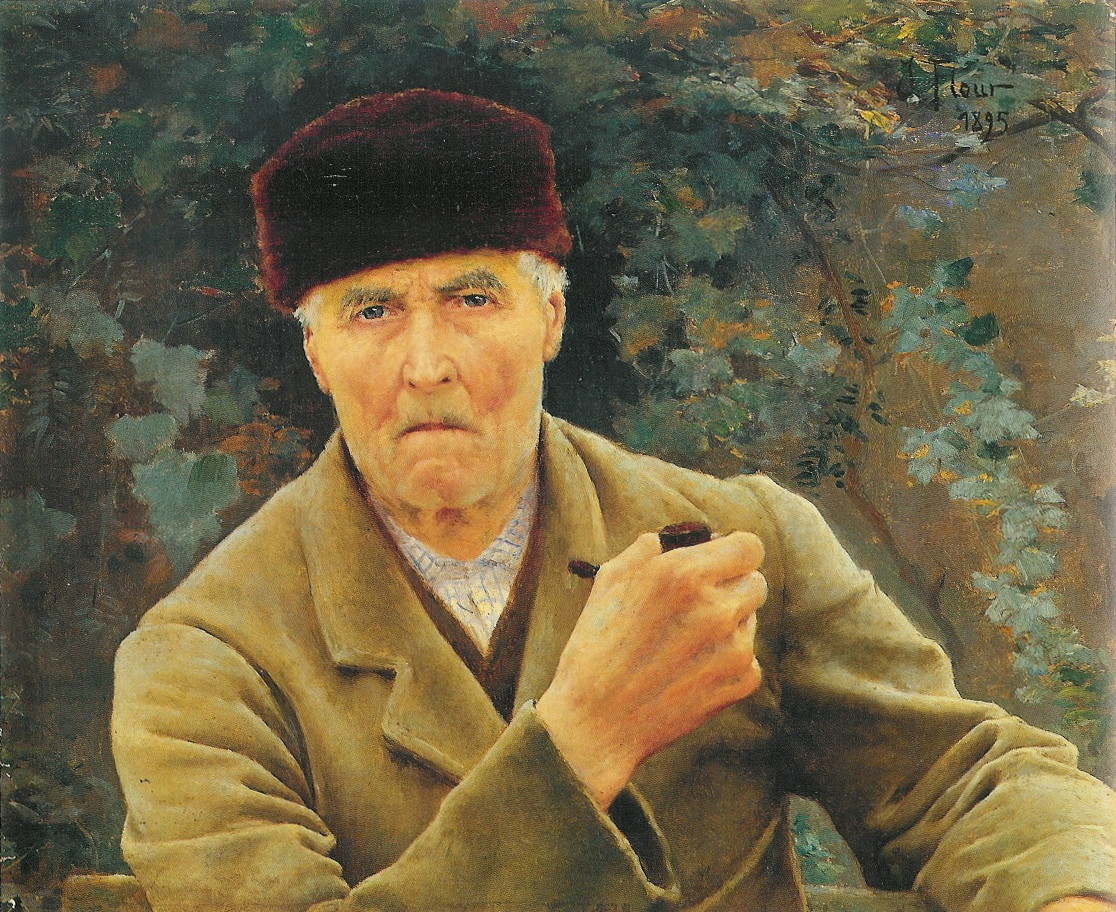
Mon Grand-père, 1893
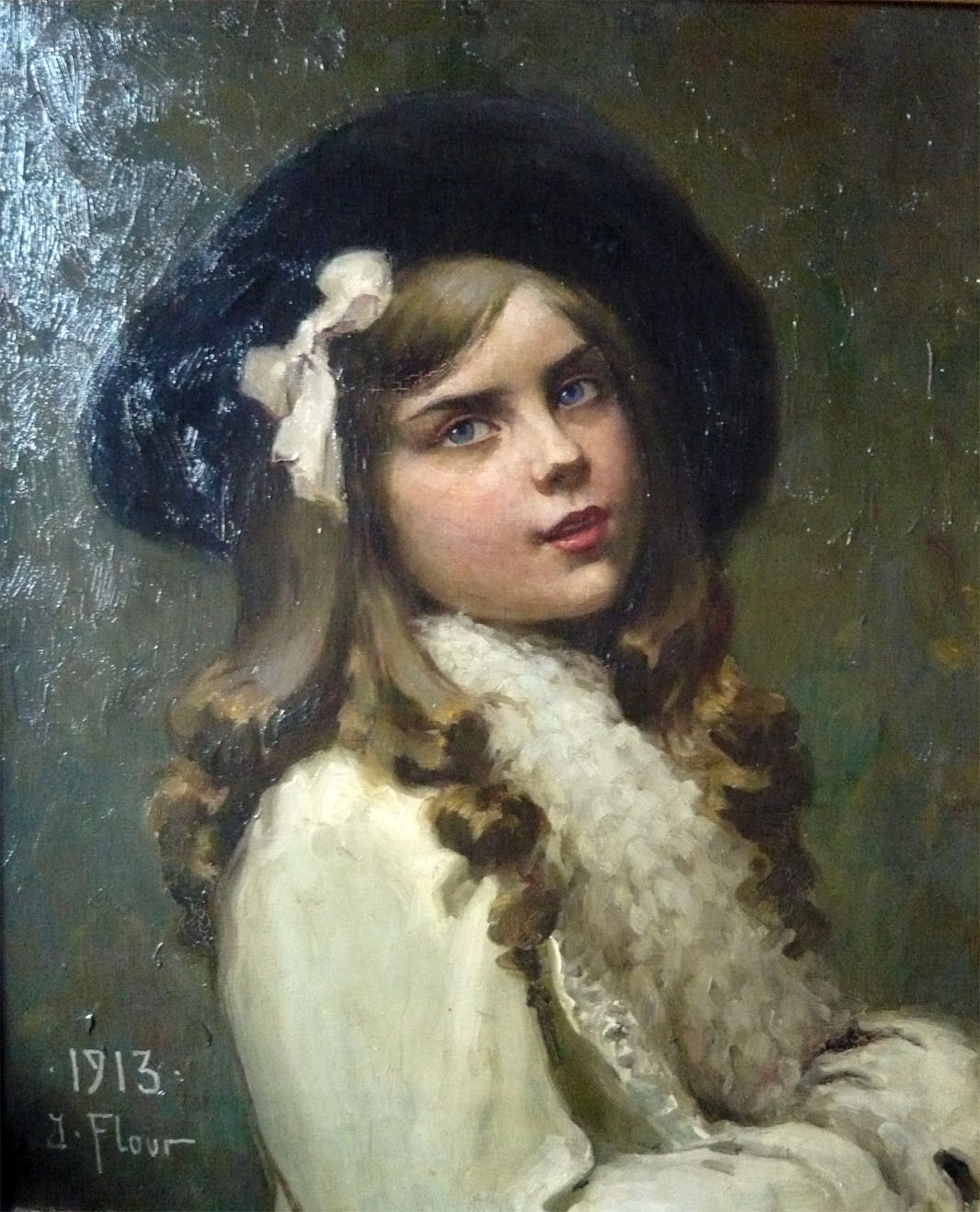
Mireille, fille de J.Flour, 1913
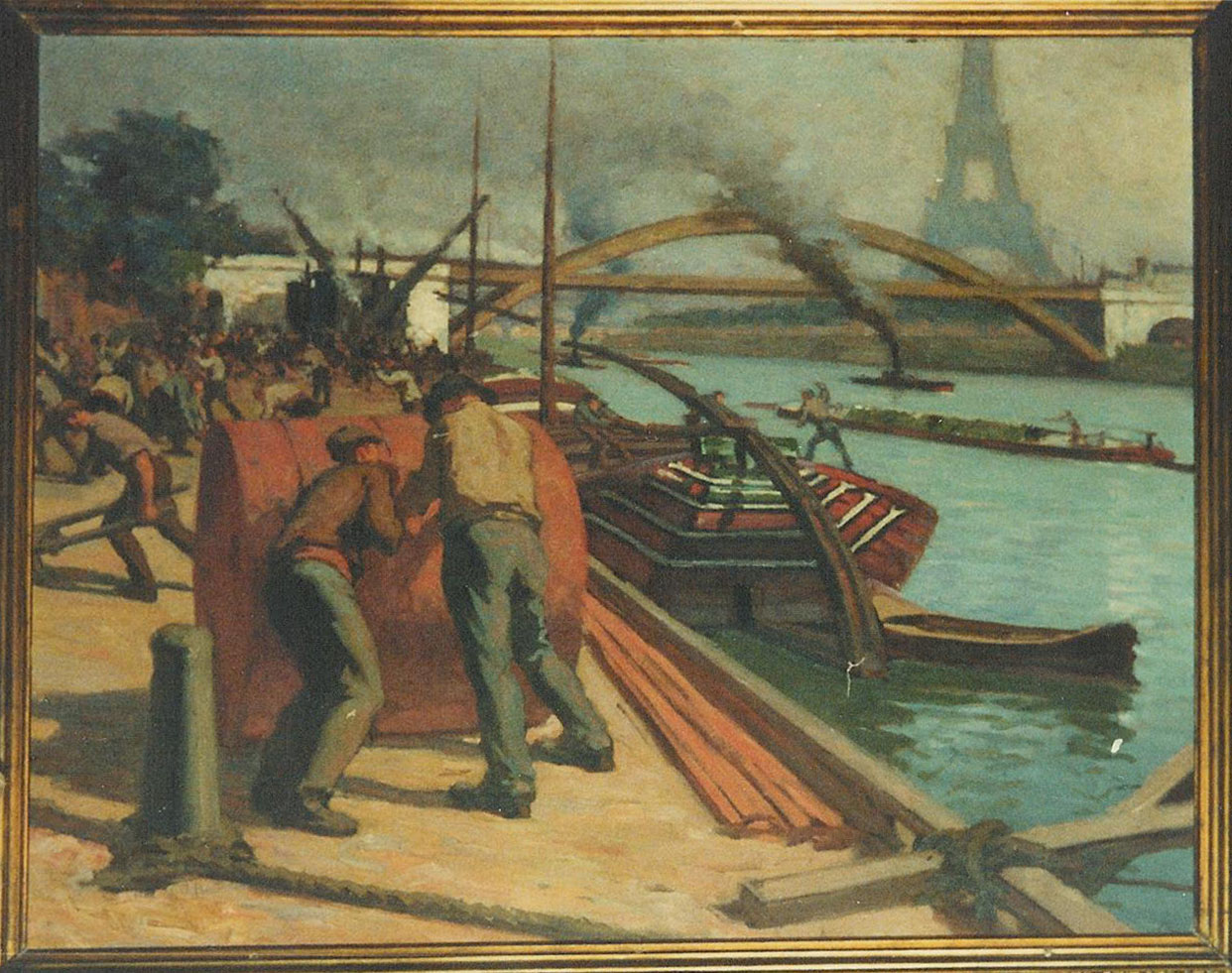
Quai de Seine, 1895
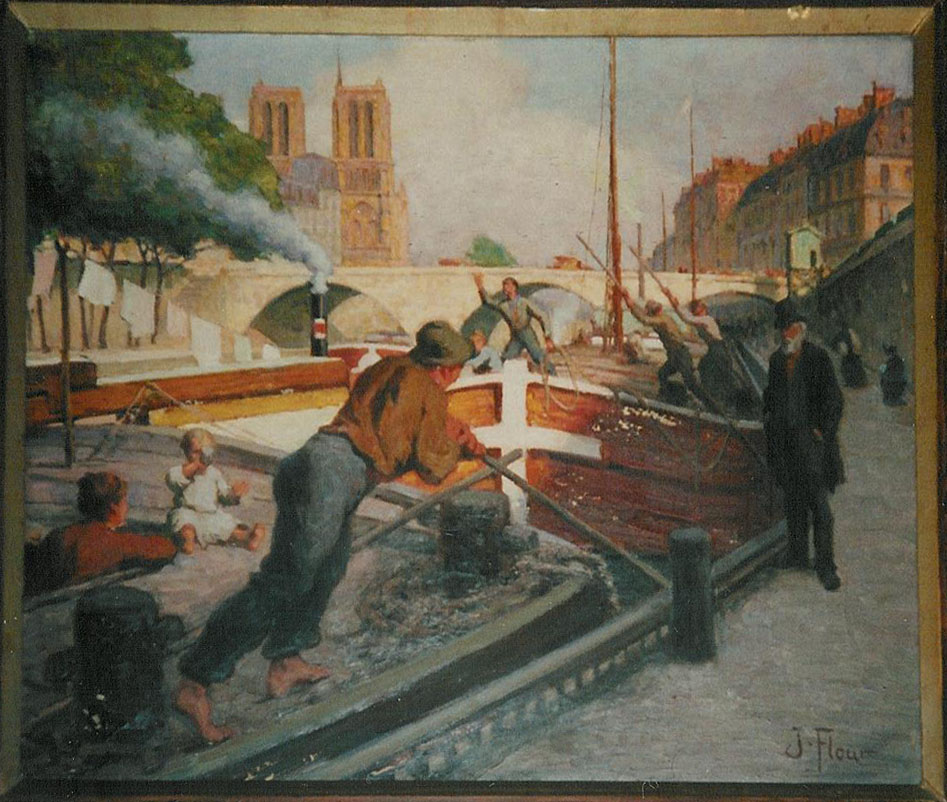
Quai de Seine, 1895
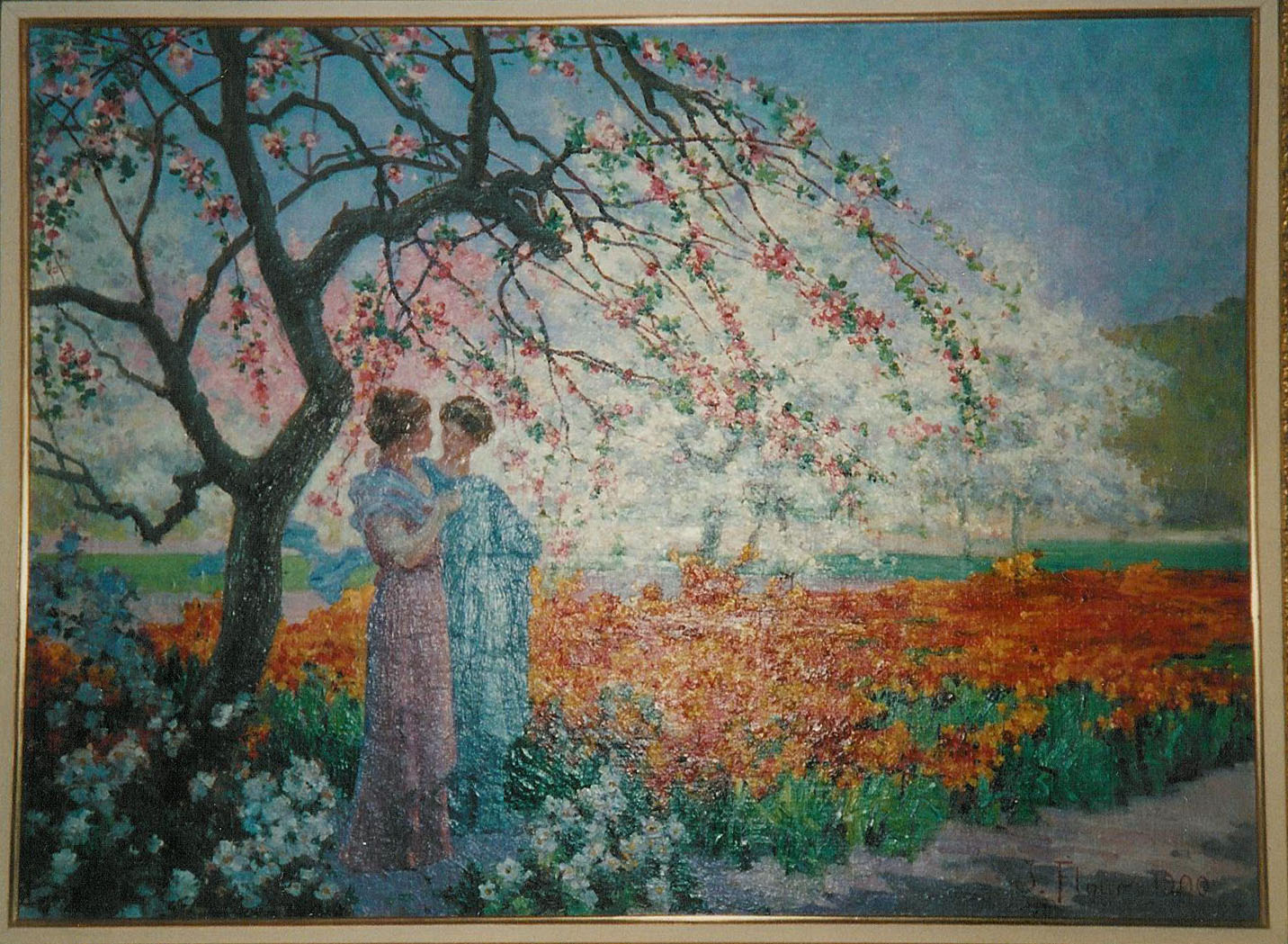
Villeneuve, 1910